# 時枝正
時枝 正（ときえだ ただし、1968年4月2日 - ）は、日本出身の数理物理学者・幾何学者。スタンフォード大学教授（数学）。数学と物理学の現実世界の驚きを独自に明らかにして探究するおもちゃの発明、収集、研究などを積極的に行なっている。専門は流体力学、シンプレクティック幾何学など。

## 略歴
東京都生まれ。絵が得意で、1974年に6歳で上野の不忍画廊で二人展開催。遠山啓の算数教材をやらされるのがいやで、表紙に「とおやまのばか」と落書きした。
14歳で渡仏し、ボルドーの寄宿学校（fr:Lycée Sainte-Marie Grand Lebrun）に入学。ガルシア・ロルカの詩に親しむためスペイン語の学習を始め、その後ラテン語、古代ギリシャ語の習得に没頭し、文献学者になる志を立てた。
バカロレア取得後帰国、上智大学で文献学を専攻（1989年卒業）、「パピルス学」を講義するポストを得、古代ヘブライ語や中国語、点字も学び、盲人にフランス語を教える。
図書館でたまたま数学者で物理学者のレフ・ランダウの伝記『ランダウの生涯』を手に取り、ランダウが息子に数学の問題を出したときに「お前は教養があるかのように振る舞っていながら、こんな簡単な問題も解けないのか」と激高する場面に衝撃を受け、自分もその問題が解けるまで勉強しようと決め、1年半かけて解いたのち、休職してブリティッシュ・カウンシルの奨学金でオックスフォード大学に2年間留学し、数学の学士号を取得、さらに退職して、プリンストン大学でシンプレクティック位相幾何学の博士論文に取り組み、1996年にPh.D.取得。1997年にイリノイ大学アーバナ・シャンペーン校で博士研究員（J. L. Doob Research Assistant Professor)。
自分の研究テーマを説明するためのちょっとした実験をするようになり、「おもちゃ」を使った方法論を生み出す。2004年よりケンブリッジ大学トリニティー・ホール(en:Trinity Hall, Cambridge)のフェロー、数学主任となり、2010 年から同図書館長、2013 年～14 年はハーバード大学ラドクリフ研究所（en:Harvard Radcliffe Institute）のフェロー。その後スタンフォード数学科教授。
フランスやアメリカを中心に物理や数学の一般向け講演、ケープタウンのアフリカ数理科学研究所(en:African Institute for Mathematical Sciences) を基点に発展途上国での活動も多い。